# Альфьянелло
Альфьянелло (итал. Alfianello, ломб. Alfianèl) — коммуна в Италии, в провинции Брешиа области Ломбардия.
Население составляет 2347 человек, плотность населения составляет 181 чел./км². Занимает площадь 13 км². Почтовый индекс — 25020. Телефонный код — 00030.
Покровителями коммуны почитаются святые Ипполит и Кассиан. Праздник города ежегодно празднуется 13 августа.